# 繁星鲆
繁星鲆（学名：Bothus myriaster）俗名比目魚、扁魚，为輻鰭魚綱鰈形目鰈亞目鲆科的一種。

## 分布
本魚分布于印度西太平洋區，包括東非、塞席爾群島、斯里蘭卡、印度、中國、日本、台灣、韓國、越南、菲律賓、印尼、澳洲等海域。该物种的模式产地在日本高知。

## 深度
水深10至30公尺。

## 特徵
本魚體極扁平，呈卵圓形；口小，雙眼位於左側。體色隨環境而改變，大致上呈棕褐色，具有許多美麗的圓形花斑，魚體中後具三角形大斑。雄魚的胸鰭鰭條延長，有時達到尾部，且兩眼間具較雌魚寬。背鰭軟條87至97枚；臀鰭軟條61至73枚，體長可達27公分。

## 生態
本魚常出現在珊瑚礁海域的礁沙混合區，將魚體埋於沙中，活動力差，仔稚魚期身體左右對稱，隨成長而變態。屬肉食性，以底棲性無脊椎動物為食。

## 經濟利用
食用魚，用油炸成扁魚酥。

## 延伸阅读
維基物種上的相關：繁星鲆